# Xiangjiang

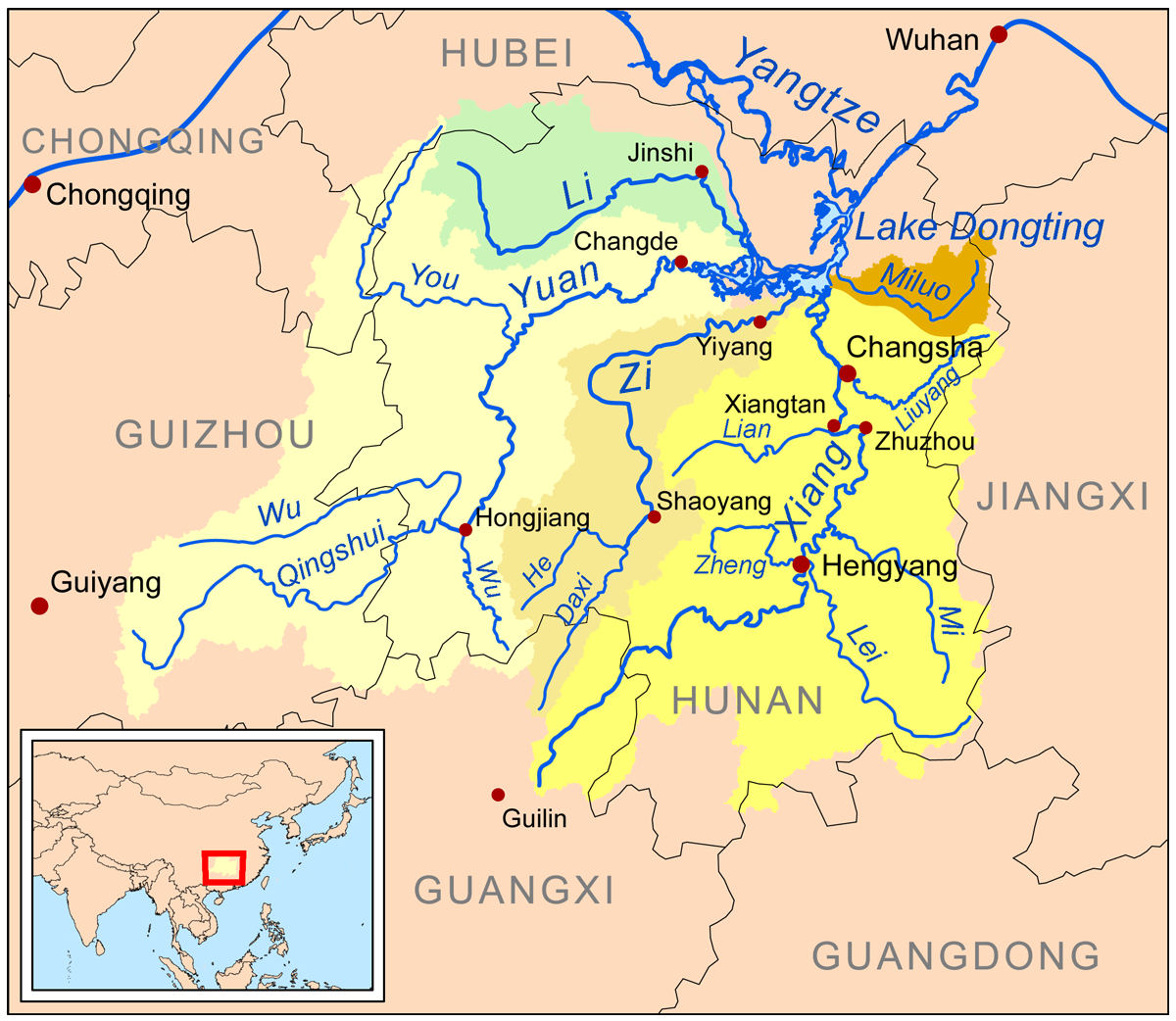
stroomgebied van de Xiangjiang

De Xiangjiang (ook Xiang jiang (湘水) of Xiang) is een rivier in zuidelijk China. Het is een zijrivier van de Yangtze. De naam van de rivier is ook de afkorting van de Hunan provincie (湘), waar deze zich bevindt.
Er wordt gezegd dat de Xiangjiang en Lijiang uit dezelfde oorsprong komen omdat ze verbonden zijn door het Lingqukanaal in Xing'an. Volgens de traditie stroomt 70% van het water uit het Lingqukanaal in de Xiangjiang en 30% in de Lijiang. In het verleden was het kanaal, samen met de Xiangjiang een belangrijke waterweg tussen de Jangtzekiang en de Parelrivierdelta.

## Geografie

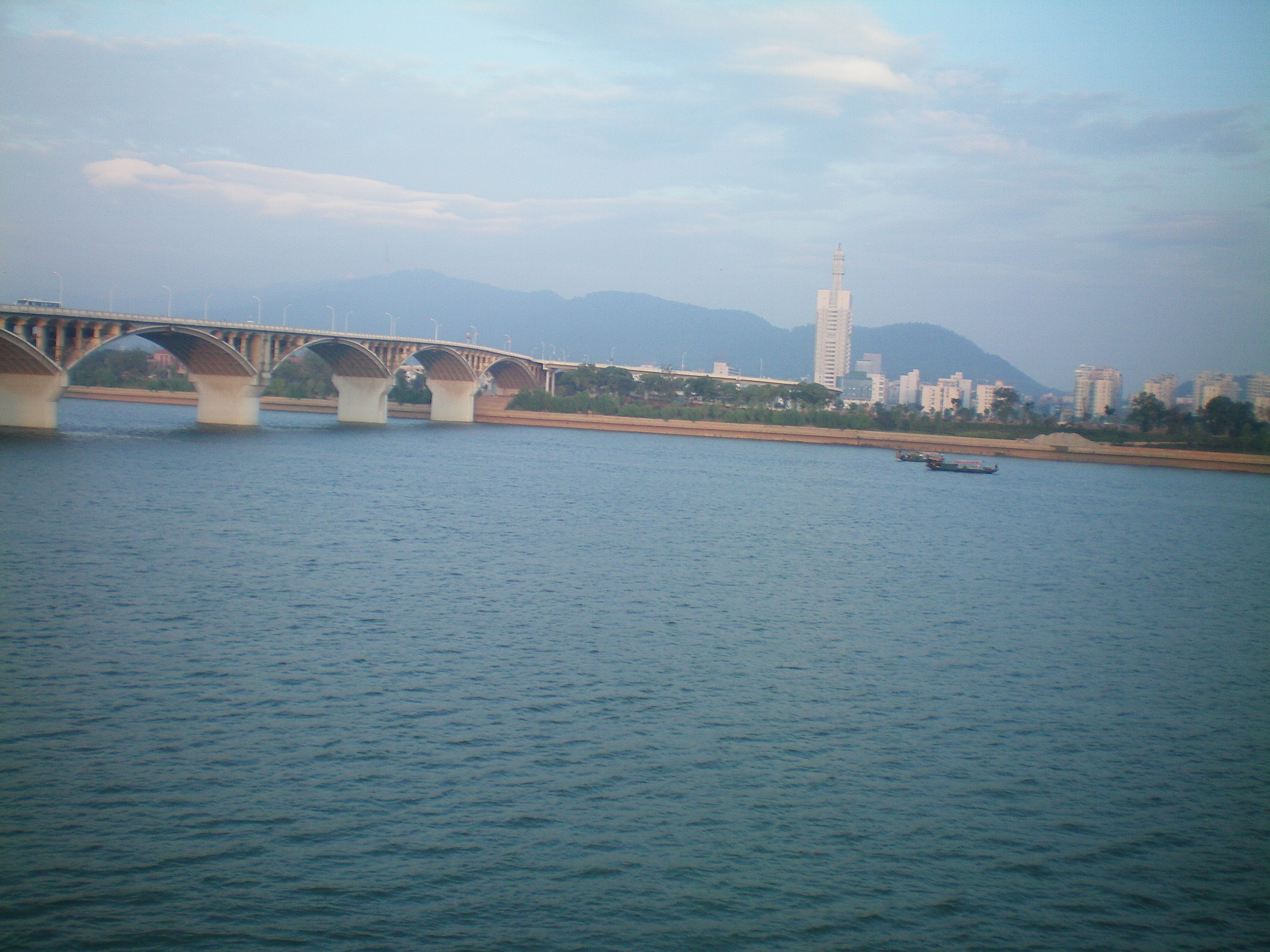
Foto van de Xiangjiang in Changsha, met uitzicht op Juzizhou en de gelijknamige brug

De rivier vindt zijn oorsprong in de Haiyang bergen (海陽山) in de Guangxi provincie. De rivier is 856 km lang en komt uit in het Dongtingmeer, waar hij aansluit op de Yangtze. Via deze aansluiting is het een van de belangrijkste zijrivieren van de Yangtze.
De Xiaojiang en Zhengjiang zijn zijrivieren van de Xiangjiang. De Xiaojaiang sluit aan bij Changsha en de Zhengjiang sluit aan bij Chengbei.
De rivier stroomt langs onder andere de volgende plaatsen:
| - Xing'an - Quanzhou - Yongzhou - Qiyang | - Hengyang - Zhuzhou - Xiangtan - Changsha | - Wangcheng - Xiangyin |

## Trivia
- Op 14 juni 1919 lanceerde Mao Zedong de "Xiangjiang krant" (湘江评论/湘江評論) om het marxisme te promoten in Changsha.
- Het karakter Shi Xiangyun uit de Chinese roman Droom van de rode kamer ontleent het eerste deel van haar voornaam aan deze rivier.

- Nationale Bibliotheek van Israël: 987007546366205171
- Virtual International Authority File: 315530248